# Siegfried Wagner
Siegfried Wagner (Triebschen, Suïssa, 6 de juny de 1869 - Bayreuth, Alemanya, 4 d'agost de 1930) fou un director d'orquestra i compositor alemany.

## Biografia
Era fill de Wagner i de Cosima. El seu nom va unit a una de les produccions més suggestives i encantadores de Richard Wagner, l'Idil·li de Siegfried, que fou composta en honor seu i per a solemnitzar el primer aniversari del seu naixement.
| « | <Tothom el que escolta aquest idil·li resta encantat, diu Pohl; però el que hagi vist el lloc en què es va compondre, a aquest li commou més íntimament, ja que evoca les hores delicioses passades en aquell paratge benastruc, en què maduraren Siegfried i Götterdämmerung. La primera audició del Siegfried-Idil·li sorprengué del tot a la senyora Cosima Wagner. Richard Wagner havia convidat a uns quants músics de Zúric: la petita orquestra, reforçada amb alguns elements de Lucerna, fou assajada per Hans Richter, amb el major secret, en la mateixa Lucerna. Richter executà la part de trompeta en la primera audició, que fou dirigida pel mateix Wagner, i al matí del 24 de desembre l'orquestra se situà en l'escalinata de la vil·la, com per tocar l'alborada. Per això els petits de Wagner, en el seu llenguatge gràfic i ingenu, nomenaren al graciós idil·li la música de l'escala, nomenament que, com les de música de l'aigua i música del foc, d'Händel, i la que avui encara se li dona de broma en el cercle familiar.> | » |

Als tres anys es traslladà amb els seus pares a Bayreuth, rebent una esmerçada educació literària i artística, que completà amb viatges freqüents a Itàlia, en els que desenvolupà la seva afició a l'arquitectura, de tal manera, que es passava hores senceres en les esglésies contemplant les seves belleses arquitectòniques. Segons sembla, estava dotat d'una gran facilitat per a retenir en la memòria qualsevol disposició arquitectònica u ornament que crides per alguna circumstància la seva atenció, per dibuixar-ho després de memòria. En vista d'això, seguí els cursos de les escoles de Charlottenburg i de Karlsruhe, essent producte d'aquests la tomba del seu avi Liszt en el jardí de la casa Wahnfried, de Bayreuth, on també i descansen les restes del seu pare.

## Música
Quant a la música, malgrat haver-la estudiat als onze anys, no mostrà gran afició vers ella, però ja mort el seu pare sentí despertar en ell la vocació per l'art dels sons, en el que realitzà ràpids progressos sota la direcció d'Humperdinck, i només tenia vint-i-dos anys quan va intervenir per primera vegada en la preparació de les representacions wagnerianes i dos anys més tard figurà com a director d'orquestra en un concert, sent cridat el 1896 a dirigir un cicle de L'anell del nibelung a Bayreuth, on després i figurà moltes vegades com a director.
Per aquella època començà a planejar la seva primera òpera, Der Bärenhäuter, que, estrenada a Múnic el 1899, assolí un bon èxit, degut no tan sols al prestigi familiar, sinó també i en gran part a les reals qualitats de l'obra, principalment per la seva espontaneïtat melòdica. Quant a l'estil de la seva música, discrepa molt del de Richard, apropant-se més al de Humperdinck, inclús en l'elecció dels afers.
Segons els seus biògrafs, posseïa un talent especial per l'humorisme i per tractar l'aspecte còmic, així com el sentiment de l'expressió lírica i de l'ambient poètic. Va viatjar per Europa i Amèrica com a director d'orquestra, havent fet actuacions com a tal a Brussel·les, Londres, Barcelona, Madrid, Viena, Budapest, Roma, etc.distingint principalment les seves pròpies obres i les del seu pare; però a partir de l'acabament de la Primera Guerra Mundial aparegué entregat quasi per complet a la direcció de l'herència artística del seu pare i de l'obra de Bayreuth, tasca en la qual sempre auxilià zelosament la seva mare, en aquell temps apartada de la vida activa a causa de la seva avançada edat.
A banda de l'òpera ja mencionada i del poema simfònic Sehnsucht,inspirat en una poesia de Friedrich von Schiller (1905), és autor de les òperes següents: Herzog Wildfang, (Múnic, 1901); Der Kobold, (Hamburg, 1904); Bruder Lustig (Hamburg, 1905); Das Sternengebot (Hamburg, 1908); Banadietrick (Hamburg, 1909); Schwarschwanenreich (1911), etc.